# Beacon (Nova York)
Beacon és una ciutat del Comtat de Dutchess a l'Estat de Nova York dels Estats Units d'Amèrica.

## Demografia
Segons el cens del 2005 tenia 16.000 habitants. Segons el cens del 2000, Beacon tenia 13.808 habitants, 5.091 habitatges, i 3.360 famílies. La densitat de població era de 1.115,3 habitants per km².
Dels 5.091 habitatges en un 34,7% hi vivien nens de menys de 18 anys, en un 44,6% hi vivien parelles casades, en un 16,9% dones solteres, i en un 34% no eren unitats familiars. En el 28,6% dels habitatges hi vivien persones soles el 10,4% de les quals corresponia a persones de 65 anys o més que vivien soles. El nombre mitjà de persones vivint en cada habitatge era de 2,61 i el nombre mitjà de persones que vivien en cada família era de 3,23.
Per edats la població es repartia de la següent manera: un 27,1% tenia menys de 18 anys, un 7,1% entre 18 i 24, un 31,9% entre 25 i 44, un 21,7% de 45 a 60 i un 12,2% 65 anys o més.
L'edat mediana era de 36 anys. Per cada 100 dones de 18 o més anys hi havia 86,3 homes.
La renda mediana per habitatge era de 45.236 $ i la renda mediana per família de 53.811 $. Els homes tenien una renda mediana de 40.949 $ mentre que les dones 29.154 $. La renda per capita de la població era de 20.654 $. Entorn del 9,1% de les famílies i l'11% de la població estaven per davall del llindar de pobresa.